# Birgit Priemer
Birgit Priemer (* 1965) ist eine deutsche Motorjournalistin und Chefredakteurin von auto motor und sport.

## Leben
Priemer studierte Geschichte, Politik und Germanistik an der Universität Münster. Während des Studiums schrieb sie als freie Journalistin für die Lokalredaktion der Münsterschen Zeitung. Nach dem Studium absolvierte sie ein Volontariat bei der Motor Presse Stuttgart. Danach war sie als Nachrichtenredakteurin bei auto motor und sport tätig und leitete ab dem Jahr 2000 das Ressort Test und Technik. Im Rahmen ihres weiteren Berufswegs wurde sie zur Geschäftsführenden Redakteurin (2003) und zur stellvertretenden Chefredakteurin (2005).
Seit dem 1. August 2017 ist sie gleichberechtigt mit Ralph Alex und dessen Nachfolger Michael Pfeiffer (seit Februar 2021) Chefredakteurin von auto motor und sport. Zu ihren Aufgaben gehört der Aufbau eines Kompetenzzentrums "Neue Mobilität". Dies beinhaltet die Submarke MOOVE-Connected Mobility mit den Themenschwerpunkten Elektromobilität, Connectivity, Sharing und autonomes Fahren.
Birgit Priemer ist Mitglied des Senats der Deutschen Akademie der Technikwissenschaften (acatech).
Privat ist sie begeisterte Surferin.